# Landgrove
Landgrove è un comune degli Stati Uniti d'America, situato nello Stato del Vermont e in particolare nella contea di Bennington.